# طوابع البريد والتاريخ البريدي لألمانيا

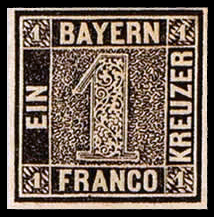
بافاريا سكوت رقم 1 أول طابع بريدي ألماني 1849

طوابع البريد والتاريخ البريدي لألمانيا هو مجموعة طوابع البريد وتاريخها البريدي في ألمانيا والمناطق ذات الصلة بهواية جمع الطوابع. كان أبرز مقدمي الخدمات المعاصرين هم : البريد الرايخ (1871-1945) والبريد الألماني تحت سيطرة الحلفاء (1945-1949) والبريد الألماني في جمهورية ألمانيا الديمقراطية (1949-1990) والبريد الاتحادي الألماني (1949-1995) بالإضافة إلى البريد الاتحادي الألماني في برلين (1949-1990) والآن تُعرف باسم شركة البريد الألماني (منذ عام 1995).

## ميتزجر بوست
يُنسب إلى بريد ميتزجر أنه ربما كان أول بريد دولي في العصور الوسطى. نظّمت نقابة الجزارين (بالألمانية : Metzger) خدمات البريد السريع باستخدام الخيول وعند وصول البريد استخدموا بوقًا للإعلان عنه مما أدى إلى ابتكار شعار معروف للخدمات البريدية. تأسس بريد ميتزجر في القرن الثاني عشر واستمر حتى عام 1637 عندما سيطرت شركة ثورن أوند تاكسيس على السوق.

## ثورن وسيارات الأجرة
في عام ١٤٩٧ وبالنيابة عن الإمبراطور ماكسيميليان الأول إمبراطور الإمبراطورية الرومانية المقدسة أنشأ فرانز فون تاكسيس خدمة بريدية حلت محل خدمة البريد السريع المؤقتة للبريد الرسمي. وأنشىء نظام تتابع الخيول الذي اختصر وقت نقل البريد وجعل وصوله متوقعًا. بعد ذلك حافظت شركة ثورن أوند تاكسيس التي ترتدي الزي الإمبراطوري الأصفر والأسود على امتيازها البريدي لقرون عديدة. استخدمت شركة ثورن أوند تاكسيس أول عربات بريد تجرها الخيول في أوروبا منذ العصر الروماني (عام ١٦٥٠). بدأت في مدينة كوتش مما أدى إلى ظهور مصطلح "عربة".

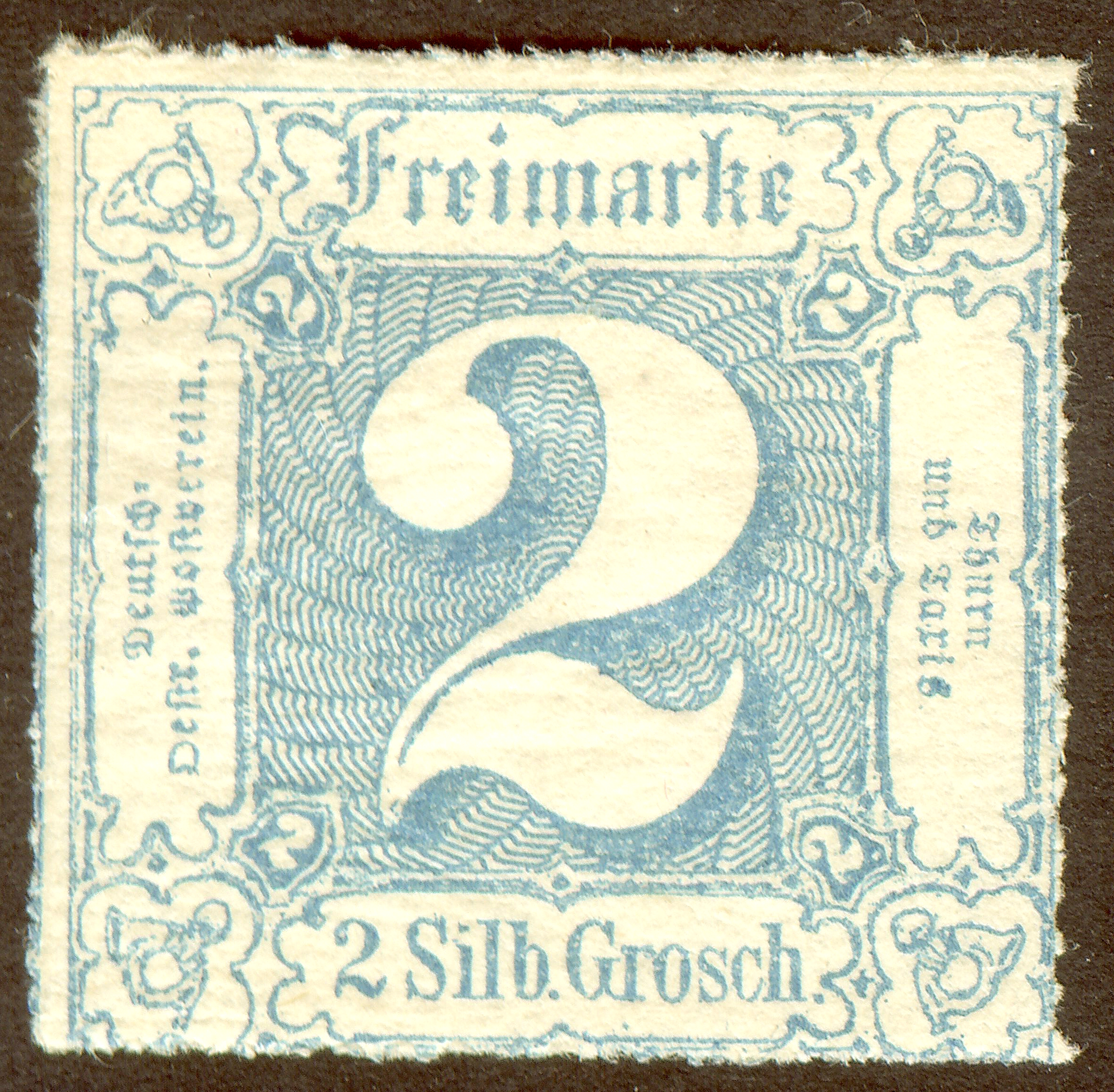
ختم ثورن آند تاكسيس المنطقة الشمالية 1865
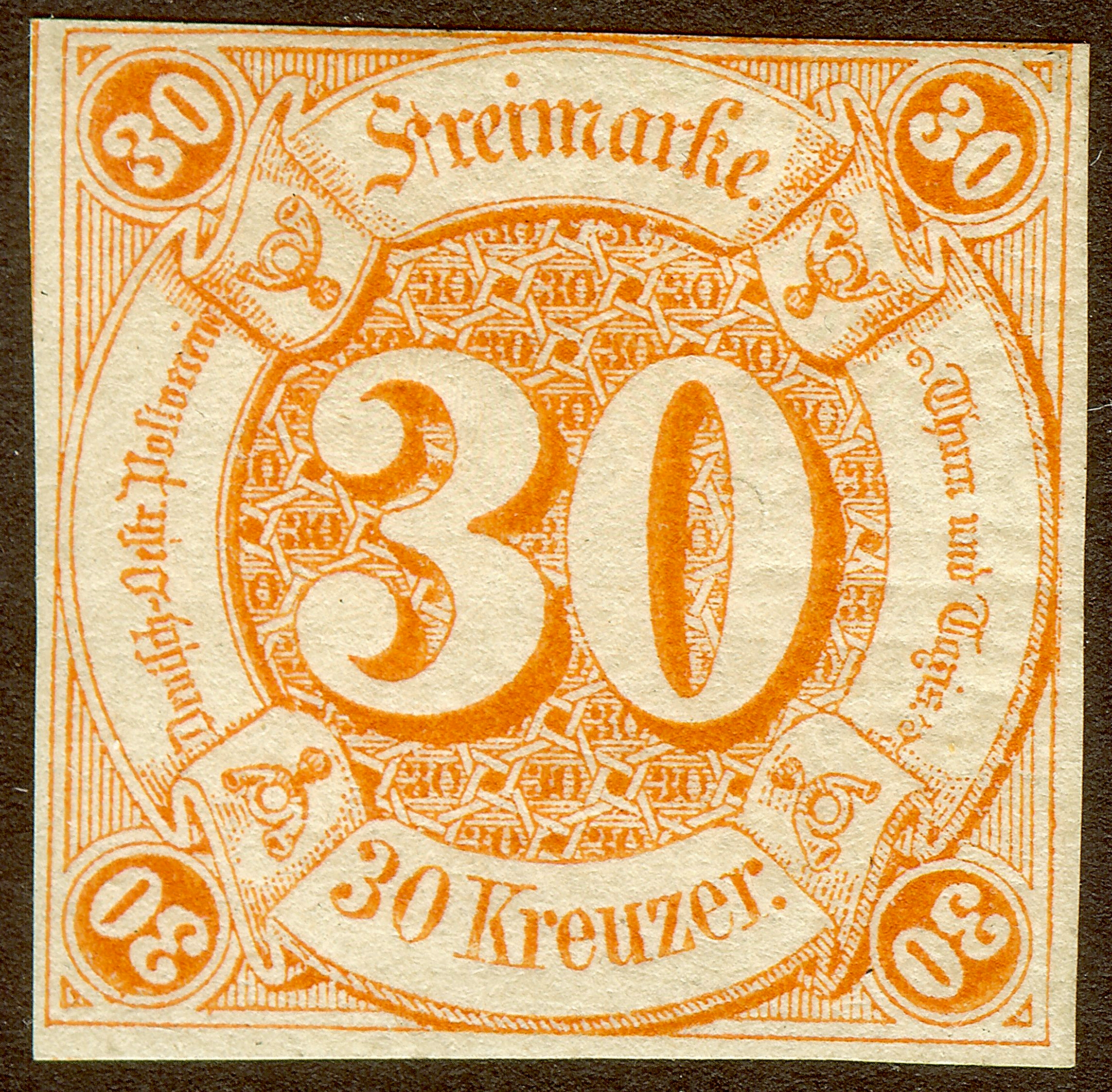
ختم ثورن آند تاكسيس المنطقة الجنوبية 1859

فقدت شركة ثورن أوند تاكسيس احتكارها عندما منح نابليون اتحاد الراين الحق في إجراء الخدمات البريدية. استمرت الوكالة في العمل وحتى أصدرت بعض الطوابع (vi) ولكن عندما أنشأت بروسيا اتحاد شمال ألمانيا اضطرت شركة ثورن أوند تاكسيس إلى بيع امتيازاتها في عام 1867.

## الولايات الألمانية
قبل توحيد ألمانيا عام ١٨٧١ بدأت الولايات والكيانات الألمانية بإصدار طوابعها الخاصة حيث أصدرت بافاريا أول طوابعها في ١ نوفمبر ١٨٤٩ بطابع "كروزر" الأسود. أما الولايات أو الكيانات التي أصدرت طوابع لاحقًا فهي بادن (١٨٥١) وبيرغدورف (١٨٦١)، وبراونشفايغ (١٨٥٢)، وبريمن (١٨٥٥)، وهامبورغ (١٨٥٩) وهانوفر (١٨٥٠) وهيليغولاند (١٨٦٧) ولوبيك (١٨٥٩) وميكلنبورغ-شفيرين (١٨٥٦) وميكلنبورغ-ستريليتس (١٨٦٤) وأولدنبورغ (١٨٥٢) وبروسيا (١٨٥٠) وساكسونيا (١٨٥٠) وشليسفيغ - هولشتاين (١٨٥٠) وفورتمبيرغ (١٨٥١). كما أن ثورن أوند تاكسي مع أنها ليست ولاية كانت لها سلطة إصدار الطوابع ونقل البريد وقد أصدرت طوابع لاحقًا (١٨٥٢). انضمت الولايات الألمانية الشمالية إلى الاتحاد الألماني الشمالي في عام 1868 ووحدت خدماتها البريدية في "منطقة البريد الألمانية الشمالية" ( Norddeutscher Postbezirk). بعد التوحيد احتفظت بافاريا وفورتمبيرغ بسلطتهما البريدية لمواصلة إنتاج الطوابع حتى 31 مارس 1920.

## ألمانيا الإمبراطورية، 1871–1918

### مكتب البريد
بدأت خدمة البريد الرايخية الألمانية رسميًا في 4 مايو 1871 مستخدمة في البداية طوابع الاتحاد الألماني الشمالي حتى أصدرت أول طوابعها في 1 يناير 1872. كان هاينريش فون ستيفان مخترع البطاقة البريدية ومؤسس الاتحاد البريدي العالمي أول مدير عام للبريد. كانت طوابع جرمانيا هي الطوابع الأكثر شيوعًا لخدمة البريد الرايخية. صدرت طوابع جرمانيا من عام 1900 حتى عام 1922 مما يجعلها أطول سلسلة في علم الطوابع الألماني مع التغيير في النقش من البريد الإمبراطوري إلى الإمبراطورية الألمانية باعتباره التعديل الرئيسي خلال هذه الفترة.

### المستعمرات الألمانية

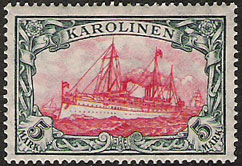
جزر كارولين ميشيغان #19

تألفت الطوابع البريدية المبكرة من حوالي عام 1887 أو 1888 من طوابع ألمانية معاصرة شائعة ولم تتعرف عليها إلا من خلال طابع إلغاء مكتب البريد على أنها استُخدمت في مستعمرة. تُعرف هذه الطوابع باسم طوابع "Vorläufer" (السابقة ). في الخطوة التالية استخدم الطوابع العادية مع المطبوعات الفوقية التي تشير إلى اسم المنطقة. بوجه عام بحلول عام 1896 وما بعده أصدرت السلطات الألمانية طوابع مطبوعة فوقية لجميع المستعمرات : جنوب غرب إفريقيا الألمانية وغينيا الجديدة الألمانية وكياوتشو وتوغو وساموا وجزر مارشال وجزر ماريانا وجزر كارولين وشرق إفريقيا الألمانية والكاميرون. بحلول عام 1900 تقريبًا قدم إصدار اليخوت لمختلف الأراضي الاستعمارية التي كان لها مظهر موحد يصور اليخت الإمبراطوري إس إم واي هوهنزولرن. بعد أن فقدت ألمانيا السيطرة على مستعمراتها أثناء الحرب العالمية الأولى استخدم طوابع اليخوت المطبوعة عليها مؤقتًا من قبل الحكام الاستعماريين الجدد.

### المكاتب الألمانية في الخارج
كان للإمبراطورية الألمانية مكاتب بريد في بعض مدن المغرب وتركيا والصين. يمكن تمييز الطوابع الصادرة من خلال طابع الإلغاء أو قد يُظهر النقش الفوقي الفئة المحلية واسم البلد.

### الاحتلالات الألمانية خلال الحرب العالمية الأولى
خلال الحرب العالمية الأولى أصدرت السلطات الألمانية طوابع بريدية في البلدان المحتلة وهي بلجيكا وبولندا ورومانيا ومناطق الجبهة الغربية والشرقية.

## جمهورية فايمار 1918-1933

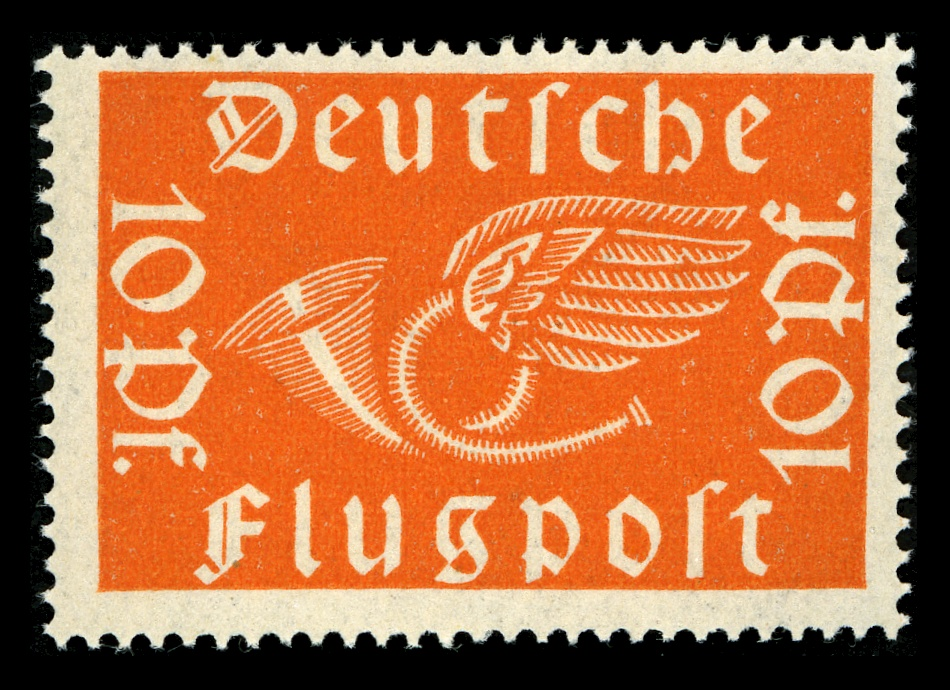
سكوت #سي1 من عام 1919 - أول طابع بريد جوي

### مكتب البريد

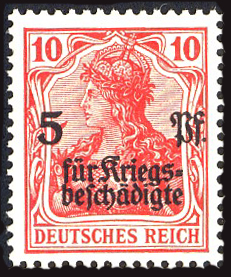
سكوت #بي1 من عام 1919 - أول طابع بريدي شبه بريدي

استمر الرايخسبوست في العمل ككيان حكومي بعد أن أصبحت ألمانيا جمهورية. في عام ١٩١٩ أصدر الرايخسبوست أول طوابعه التذكارية والبريدية وشبه البريدية. حمل أول طابع بريدي شبه بريدي عام ١٩١٩ رسومًا إضافية لصالح ضحايا الحرب (سكوت #بي1). في عام ١٩٢٣ خلال التضخم المفرط أصدر الرايخسبوست طوابع تصل قيمتها إلى ٥٠ مليار مارك. كانت سلسلة الطوابع الشائعة الرئيسية آنذاك هي سلسلة "الشخصيات الألمانية الشهيرة" تليها طوابع هيندنبورغ. ظهر أول طابع زبلين ألماني قيّم عام ١٩٢٨ سكوت #سي٣٥–٣٧.

### مناطق الاستفتاء
بعد معاهدة فرساي خضعت عدة مناطق لاستفتاءات عام ١٩٢٠ لتحديد مصيرها المستقبلي. وأصدرت هذه المناطق طوابع بريدية لفترة وجيزة : ألينشتاين ومارينفيردر وشليسفيغ وسيليزيا العليا.

### دانزيج
بعد معاهدة فرساي تأسست مدينة دانزيغ الحرة ككيان مستقل عام ١٩٢٠. في البداية استمرت الطوابع الألمانية في الاستخدام ثم طُبعت عليها كلمة "دانزيغ" بعد فترة. بعد ذلك أصدرت دانزيغ طوابعها الخاصة حتى عام ١٩٣٩. بالإضافة إلى ذلك حافظت هيئة البريد البولندية على وجودها في دانزيغ وأصدرت طوابع بولندية تحمل اسم بورت جدانسك.

### إقليم ميميل

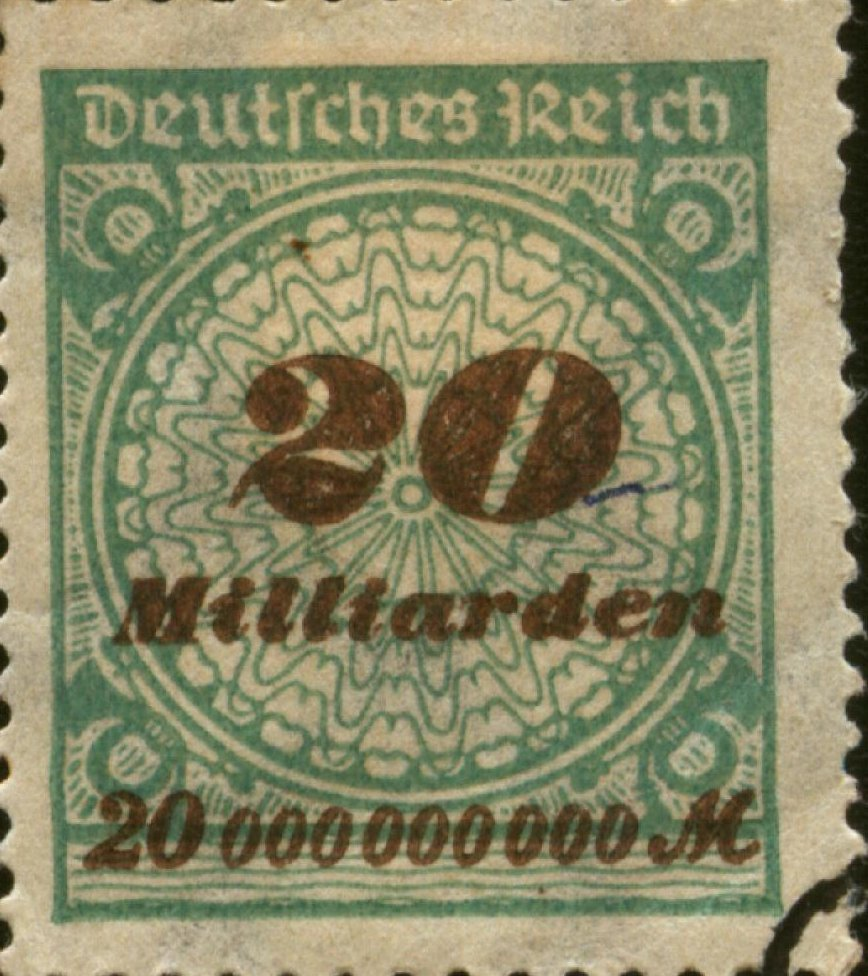
طابع التضخم المفرط ١٩٢٣ (سكوت رقم ٢٩٨)

بعد معاهدة فرساي أُسست منطقة ميميل (ميميلاند كلايبيدا). في البداية استُخدمت طوابع ألمانية ثم فرنسية وليتوانية. أصدرت ميميل طوابع بين عامي ١٩٢٠ و١٩٢٣ عندما ضمتها ليتوانيا.

### سار
بعد معاهدة فرساي أُديرت منطقة سار من قِبل عصبة الأمم. وأصدرت طوابعها الخاصة من عام ١٩٢٠ إلى عام ١٩٣٥ عندما عادت إلى ألمانيا بعد استفتاء. وكانت الطوابع الأولى تحمل طوابع ألمانية وبافارية مطبوعة عليها.

## ألمانيا النازية 1933-1945

### مكتب البريد

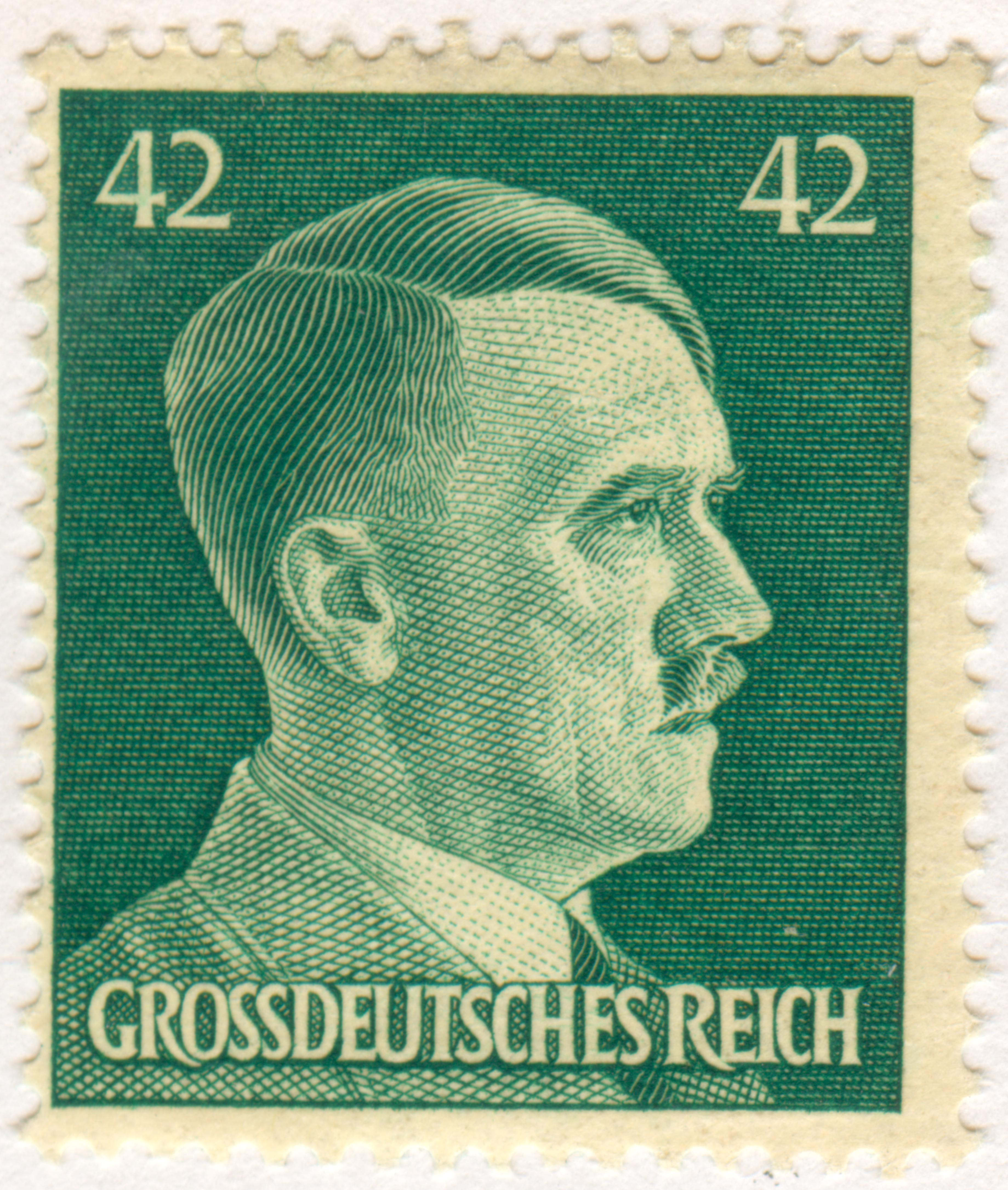
طابع بريدي لألمانيا النازية : المستشار والزعيم للرايخ الألماني الكبير أدولف هتلر (1944)

في ألمانيا النازية استمر بريد الرايخ في العمل كاحتكار حكومي تحت رعاية وزارة بريد الرايخ وترسخت الدعاية النازية وأثرت على تصميم الطوابع وسياساتها. أصبح طابع رأس هتلر الطابع الأكثر شيوعًا وأصدر عدد كبير من الطوابع شبه البريدية. في العام الأخير قبل نهاية الحرب غير نقش الطابع "الرايخ الألماني" إلى "الرايخ الألماني الكبير". أصدر طوابع بريد ميدانية للقوات العسكرية ابتداءً من عام ١٩٤٢. قدم أول نظام رمز بريدي في العالم في ٢٥ يوليو ١٩٤١ بنظام رقمي مكون من رقمين. استُخدم هذا النظام في البداية لخدمة الطرود البريدية ثم طُبق لاحقًا على جميع عمليات تسليم البريد.

### السوديت/بوهيميا ومورافيا
بعد اتفاقية ميونيخ أصبحت منطقة السوديت تابعة لألمانيا عام ١٩٣٨ وفي البداية استُخدمت طوابع تشيكوسلوفاكية محليًا مع طباعة إضافية قبل أن تتوفر الطوابع الألمانية. بعد احتلال تشيكوسلوفاكيا عام ١٩٣٩ طُبعت طوابع تشيكوسلوفاكية في البداية قبل إصدار بوهيميا ومورافيا تصاميم جديدة. استمرت هذه الطوابع الجديدة في الإصدار حتى عام ١٩٤٥.

### الاحتلالات الألمانية خلال الحرب العالمية الثانية

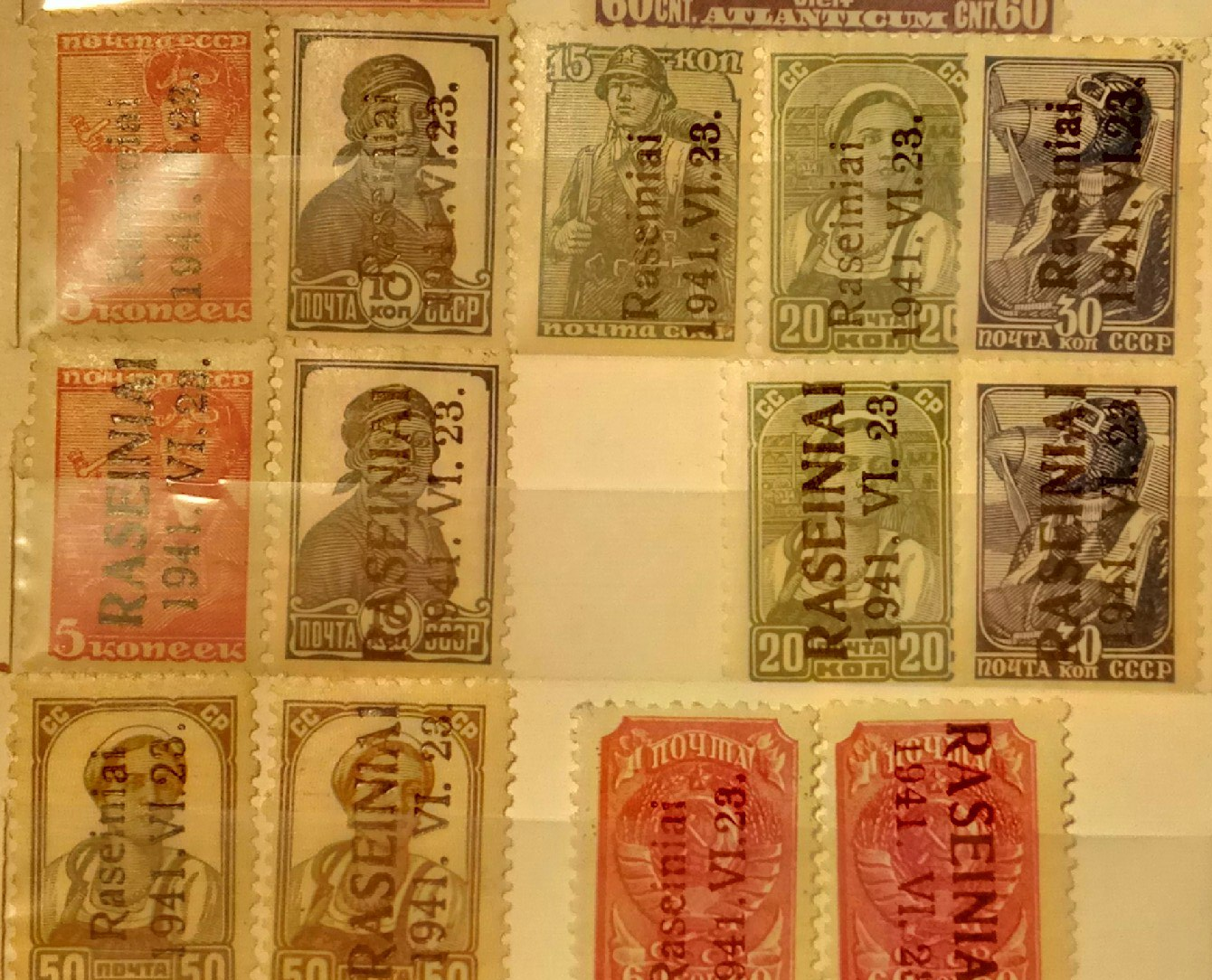
طابع بريدي ألماني إضافي على طابع بريد الاتحاد السوفييتي يحمل تاريخ معركة راسينياي

خلال فترة الحرب العالمية الثانية أصدرت السلطات الألمانية طوابع في ألبانيا وألزاس وبلجيكا وجزر القنال وإستونيا وأجزاء من فرنسا وكوتور وكورلاند ولاتفيا وليتوانيا ولوكسمبورج ومقدونيا والجبل الأسود وبولندا (الحكومة العامة) وأجزاء من روسيا وصربيا وسلوفينيا وأوكرانيا وزانتي وزارا.

## ألمانيا المقسمة 1945-1990

### القضايا المحلية
مع انهيار ألمانيا النازية تعطلت خدمات البريد أو توقفت. أنشأت مجتمعات مختلفة خدمات محلية خلال فترة الفراغ غالبًا باستخدام طوابع هتلر المشوهة.

### الاحتلال المتحالف

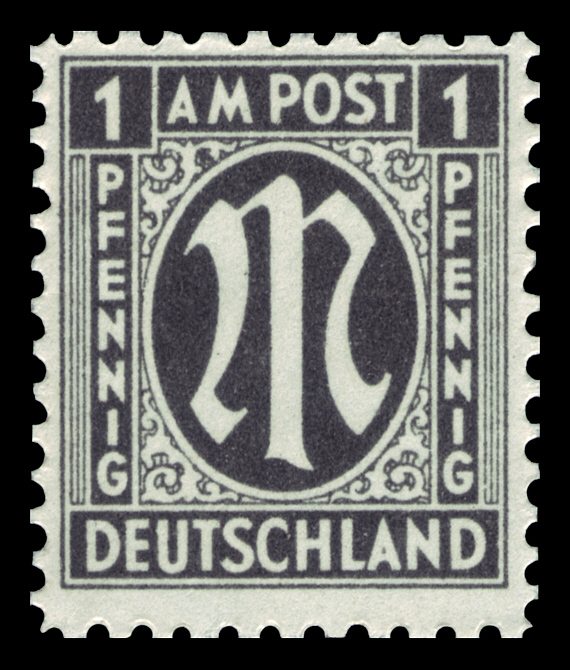
طابع بريدي أيه أم 1945

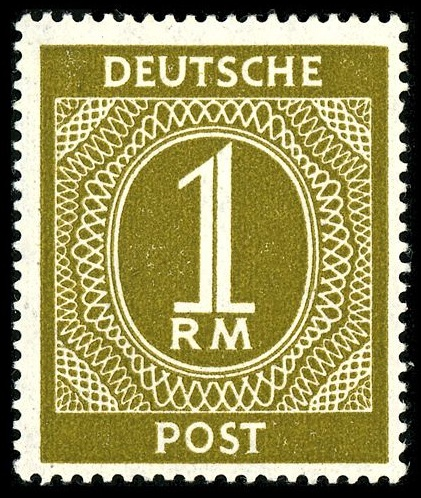
إصدار عام 1946 سكوت رقم 556

بعد استسلام ألمانيا من الحرب قُسِّمت إلى أربع مناطق روسية وأمريكية وفرنسية وبريطانية. اعتُبرت الفترة ما بين عامي 1945 و1949 فترةً مثيرةً للاهتمام إذ كان من الصعب تحديد عدد الطوابع التي صدرت خلال هذه الفترة وكانت تظهر في مناطق مختلفة. ومع احتلال ألمانيا من قِبل قوى الحلفاء عادت الخدمات البريدية لكن أُديرت تحت سلطات مختلفة. قدّمت خدمات الاحتلال الأمريكية والبريطانية طوابع بريد أيه أم خلال عام 1945 كخطوة أولى لاستعادة خدمة البريد في ولاياتهما القضائية. بحلول ديسمبر 1945 أصدرت السلطات الفرنسية طوابع لـ"المنطقة الفرنسية" وأُضيفت إليها لاحقًا طوابع لبادن وراينلاند بالاتينات وفورتمبيرغ . بالإضافة إلى ذلك قُدِّمت طوابع منفصلة لمنطقة سار. في المنطقة السوفيتية منذ عام 1945 أصدرت المقاطعات المختلفة وهي برلين براندنبورغ وميكلنبورغ فوربومرن وساكسونيا (ساكسن الشرقية وساكسن الغربية وإقليم ساكسن) وتورينغن طوابع مختلفة. في عام 1946 صدرت طوابع ألمانية باسم البريد الألماني للمناطق الأمريكية والبريطانية والسوفيتية ولكن ليس للمنطقة الفرنسية. وقد أقر مجلس مراقبة الحلفاء الاستخدام المميز للون الأصفر للدلالة على الخدمة البريدية في عام 1946. ومع تطور الحرب الباردة فشلت محاولات توحيد النظام البريدي. وبحلول عام 1948 وحتى قبل إنشاء الجمهوريتين الألمانيتين قاموا باستبدال الطوابع المشتركة بطوابع محددة للمنطقة السوفيتية ومجموعات مختلفة من الطوابع للمنطقة الثنائية.

### سار
بعد الحرب العالمية الثانية خضعت منطقة سار للإدارة الفرنسية وأصدرت طوابعها الخاصة من عام 1947 إلى عام 1956. وبعد الاستفتاء عادت إلى ألمانيا في عام 1956 واستمرت سلسلة طوابعها حتى عام 1959.

### البريد الاتحادي الألماني في برلين
بدأت برلين الغربية الخاضعة لسلطة القوى الغربية الثلاث بإصدار طوابعها الخاصة في 3 سبتمبر/أيلول 1948. واستمرت في إصدار الطوابع تحت علامة البريد الاتحادي الألماني في برلين لمدة 42 عامًا بإجمالي أكثر من 800 طابع مختلف حتى إعادة التوحيد عام 1990. وكانت العديد من طوابع برلين الغربية مشابهة لطوابع ألمانيا الغربية. وكان من الممكن استخدام طوابع برلين الغربية وألمانيا الغربية في أي من الولايتين القضائيتين.

### البريد الألماني في جمهورية ألمانيا الديمقراطية
مع تشكيل جمهورية ألمانيا الديمقراطية (جي دي أر) أسس البريد الألماني لخدمة جمهورية ألمانيا الديمقراطية كوكالة حكومية لتقديم خدمات البريد. أصدر أول طابع بريدي له في 9 أكتوبر 1949. أنتج حوالي 3000 طابع بريدي مختلف خلال فترة وجود جمهورية ألمانيا الديمقراطية ومع ذلك كان عدد الطوابع البريدية شبه البريدية منخفضًا نسبيًا. استخدم الطوابع إلى حد ما لكسب العملة في الخارج، أي أن بعض الطوابع لم ينتج للتداول ولكن بيع مباشرة لتجار الطوابع. أيضًا بالنسبة لبعض المجموعات، أنتج طابع بريدي محدد برقم منخفض عمدًا - يسمى سبيرويرت (قيمة الطابع البريدي المحظورة أو الطابع البريدي ذو الإصدار المحدود) لزيادة القيمة بشكل مصطنع وبيعها مقابل المزيد من المال لتجار الطوابع. مع إعادة التوحيد في عام 1990 أصبح البريد الألماني جزءًا من البريد الألماني الاتحادي.

### البريد الاتحادي الألماني
عندما شكل جمهورية ألمانيا الاتحادية أصبح البريد الاتحادي الألماني (مكتب البريد الفيدرالي الألماني) الوكالة الحكومية التي تحتكر الخدمات البريدية واعتماد الاسم في عام 1950 وقبل ذلك العام كان يُطلق عليه دويتشه بوست. أصدر إصدار أف أر جي في 7 سبتمبر 1949 (سكوت #665–666). في عام 1961قاموا باستبدال الرمز البريدي المكون من رقمين برمز مكون من أربعة أرقام قاموا باستبدال هذا بعد إعادة التوحيد. وبحلول وقت إعادة التوحيد أصدر حوالي 1400 طابع مختلف. بدأت عملية تحويل الوكالة الحكومية إلى شركة عامة في عام 1989 من خلال فصل الخدمات البريدية عن بنك البريد وخدمات الاتصالات.

## بعد إعادة التوحيد 1990 حتى الآن

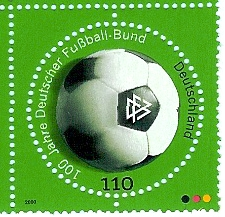
طابع بريدي لكرة القدم من البريد الألماني 2000 رقم سكوت 2063

### شركة البريد الألماني
مع إعادة توحيد ألمانيا قدمت هيئة البريد الاتحادي مع البريد الألماني المدمج لجمهورية ألمانيا الديمقراطية خدمات بريدية لكامل أراضي الجمهورية الاتحادية وكانت الطوابع الألمانية بغض النظر عن أصلها صالحة بريديًا حتى تاريخ انتهاء صلاحيتها : بالنسبة لطوابع جمهورية ألمانيا الديمقراطية مي # 1004–3343 كان هذا في 1 أكتوبر 1990، وبالنسبة لجمهورية ألمانيا الديمقراطية مي 3344-3365 في 12 ديسمبر 1991 وكان الأخير هو نفس تاريخ انتهاء صلاحية طوابع برلين الغربية مي#326–879. وبحلول عام 1993 قدم رمز بريدي جديد مكون من خمسة أرقام. وفي عام 1995 حول البريد الاتحادي إلى شركة مساهمة دويتشه بوست ايه جي والتي أصبحت أسهمها متاحة في عام 2000. تعمل الشركة مع فروعها في مجال الخدمات اللوجستية على نطاق عالمي. مع أن خصخصة الخدمة البريدية لا تزال الطوابع تُطبع وتُقدم من قبل الحكومة الألمانية.

## إحصائيات
وفقًا لكتالوج سكوت أصدر العدد التالي من الطوابع المختلفة (العادية وشبه البريدية ) بواسطة الرايخ بوست (1871–1945) والبريد الألماني (جي دي أر) (1949–1990) والبريد الألماني الألماني برلين (1949–1990) والبريد الألماني الألماني (1949–1990)
| هيئة البريد                       | الطوابع البريدية المنتظمة الصادرة | طوابع شبه بريدية أصدرت | المجموع |
| --------------------------------- | --------------------------------- | ---------------------- | ------- |
| مكتب البريد                       | 556                               | 293                    | 849     |
| البريد الألماني (جي دي أر)        | 2,805                             | 191                    | 2,996   |
| البريد الاتحادي الألماني في برلين | 592                               | 285                    | 877     |
| البريد الاتحادي الألماني          | 955                               | 395                    | 1,350   |
| المجموع                           | 4,908                             | 1,164                  | 6,072   |